# 7456-os mellékút (Magyarország)
A 7456-os számú mellékút egy közel 8 kilométer hosszú, négy számjegyű országos közút Vas vármegye és az Őrség legnyugatibb szélén; közvetlenül az országhatár mellett fekvő településeket köt össze és teremt számukra kapcsolatokat más, forgalmasabb utak irányába.

## Nyomvonala
A 7455-ös útból ágazik ki, annak 12,300-as kilométerszelvénye közelében, Szentgotthárd külterületén, dél felé. Lakatlan erdős külterületek között halad, időnként a kiindulási irányához képest kicsi nyugatabbra; 2,6 kilométer után eléri Orfalu határát, de csak további 300 méter után lép be a település területére. 4,1 kilométer megtételét követően éri el a Huszászi-patak völgyét, onnantól egy darabig annak délnyugati irányát követi.
4,7 kilométer után egy elágazáshoz ér, itt ágazik ki belőle délkeleti irányban a 74 181-es út; ez az országhatár irányába vezető kis útszakasz a Google Utcakép 2019-ben elérhető  felvételei szerint azok készítése idején (2011-ben) földút volt, de már születtek tervek arra, hogy a szlovéniai Dolány (Dolenci) irányában ezen a nyomvonalon új közúti kapcsolatot lehessen létesíteni.
Az út 5,8 kilométer után éri el Orfalu házait, majd az 5,850-es kilométerszelvényénél kiágazik belőle dél felé a 74 189-es út, amely az országhatárig vezet, onnan Bűdfalva (Budinci) felé folytatódik. Orfaluban az út északnak fordul, 6,6 kilométer után belép Apátistvánfalva területére, és ez utóbbi falu központjában ér véget, beletorkollva a 7458-as útba, annak 3,700-as kilométerszelvényénél.
Teljes hossza, az országos közutak térképes nyilvántartását szolgáló kira.gov.hu adatbázisa szerint 7,843 kilométer.

## Hídjai
Egyetlen hídját sem tartják számon sem az 1945 előtt épült hidak, sem az 1945 után épült, 10 méternél hosszabb hidak között.